# Schallstrahlungsdruck
Schallstrahlungsdruck (auch: Akustischer Strahlungsdruck, engl.: Acoustic radiation pressure) ist ein physikalisches Phänomen, das seit den 1850er Jahren bekannt ist und erstmals von Rayleigh theoretisch beschrieben wird. Bereits Ende der 1830er und Anfang der 1840er Jahre diskutierten Hertz und Mende den Schallstrahlungsdruck in Flüssigkeiten.
Der Schallstrahlungsdruck bezeichnet den über die Zeit gemittelten Druckunterschied gegenüber dem Normaldruck des Mediums beim Auftreffen des Schallfeldes auf andere Medien (Hindernisse). Da aufgrund des Druckes eine messbare Kraft auf das Hindernis ausgeübt wird, spricht man auch von Schallstrahlungskraft.

## Entstehung des Schallstrahlungsdruckes
Ursache für die entstehende Kraft ist ein unterschiedliches Verhalten der Luftteilchen beim Abstoßen und Ansaugen am Schwingungserzeuger im Verlauf einer Periode, das bei hoher Frequenz, abhängig vom Medium, auftritt. Kann sich das Medium beim Zurücksaugen nicht ausreichend schnell ausdehnen, strömen zusätzliche Partikel seitlich nach. Die Abstoßung verschiebt somit das einzelne Luftteilchen im Schallstrahl etwas weiter weg, als es zurückgesaugt werden kann, wodurch eine von der Ultraschallquelle weggerichtete Strömung (sogen. Quarzwind) entsteht. Aus dieser resultiert beim Auftreffen auf ein Hindernis eine Kraft, die als Schallstrahlungsdruck bezeichnet wird.
Ein anderer Ansatz erklärt die Schallstrahlungskraft theoretisch mit Hilfe eines Schallstrahlungs-Spannungstensors. Dieses Verfahren ermöglicht es, aus der messbaren Schallstrahlungskraft mittels theoretischer Formeln Rückschlüsse über die von der Schallquelle abgegebene Leistung zu ziehen.

## Aktuelle Forschung
Durch Überlagerung des Schallstrahlungsdruckes mehrerer Ultraschallquellen lassen sich im dreidimensionalen Raum Zonen mit erhöhtem Druck erzeugen, die ähnlich einem realen Objekt tastbar sind. Derzeit (ca. 2016) lässt sich in der Forschung über eine Region von 20 mm Durchmesser eine Gesamtkraft von 16 mN (0,0016 kp) erzeugen.

## Anwendungen
- Ultraschallnebler. Durch die aus dem Schallstrahlungsdruck an der Grenzfläche auftretenden Verwirbelungen wird ein flüssiges Medium vernebelt.[7]